# Тетрагидроортотеллурат калия
Тетрагидроортотеллурат калия — неорганическое соединение, кислая соль щелочного металла калия и ортотеллуровой кислоты с формулой K2H4TeO6, бесцветные (белые) кристаллы, плохо растворимые в воде с гидролизом по аниону, образует кристаллогидрат.

## Получение
- Реакция диоксида теллура с перекисью калия в концентрированном растворе гидроокиси калия:

{\displaystyle {\mathsf {3TeO_{2}+2KO_{2}+4KOH+4H_{2}O\ {\xrightarrow {}}\ 3K_{2}H_{4}TeO_{6}\downarrow }}}
- Растворение ортотеллуровой кислоты в концентрированном растворе гидроокиси калия:

{\displaystyle {\mathsf {H_{6}TeO_{6}+2KOH\ {\xrightarrow {100^{o}C}}\ K_{2}H_{4}TeO_{6}\downarrow +2H_{2}O}}}

## Физические свойства
Тетрагидроортотеллурат калия образует бесцветные (белые) кристаллы, слабо растворимые в воде.
Образует кристаллогидрат состава K2H4TeO6•3H2O.

## Химические свойства
- Безводную соль получают из кристаллогидрата сушкой в вакууме:

{\displaystyle {\mathsf {K_{2}H_{4}TeO_{6}\cdot 3H_{2}O\ {\xrightarrow {vacuum}}\ K_{2}H_{4}TeO_{6}+3H_{2}O}}}
- Разлагается нагревании:

{\displaystyle {\mathsf {K_{2}H_{4}TeO_{6}\ {\xrightarrow {275-330^{o}C}}\ K_{2}TeO_{4}+2H_{2}O}}}
{\displaystyle {\mathsf {2K_{2}H_{4}TeO_{6}\ {\xrightarrow {500-600^{o}C}}\ 2K_{2}TeO_{3}+O_{2}+4H_{2}O}}}
- Реагирует с разбавленными кислотами:

{\displaystyle {\mathsf {K_{2}H_{4}TeO_{6}+2HNO_{3}\ {\xrightarrow {80^{o}C}}\ H_{6}TeO_{6}+2KNO_{3}}}}
- Является окислителем:

{\displaystyle {\mathsf {2K_{2}H_{4}TeO_{6}+3N_{2}H_{4}\ {\xrightarrow {80^{o}C}}\ 2Te\downarrow +3N_{2}\uparrow +4KOH+8H_{2}O}}}